# Agrostis olympica
Agrostis olympica é uma espécie de gramínea do gênero Agrostis, pertencente à família Poaceae.